# Acidaliodes lycaugesia
Acidaliodes lycaugesia är en fjärilsart som beskrevs av George Francis Hampson 1910. Acidaliodes lycaugesia ingår i släktet Acidaliodes och familjen nattflyn. Inga underarter finns listade i Catalogue of Life.